# Бродяга (баллада)
«Бродяга» (англ. The Jolly Beggar, также The Gaberlunyie-Man; Child 279, Roud 118) — народная баллада шотландского происхождения. Фрэнсис Джеймс Чайлд в своём собрании приводит два её варианта, один из которых взят из сборника Дэвида Хёрда 1769 года. Ранее этой даты баллада не встречается, хотя её цитирует Томас Перси во втором издании «Памятников старинной английской поэзии», и упоминает Хорас Уолпол в книге 1759 года. В приложении Чайлд приводит вариант баллады под названием «The Gaberlunyie-Man», которую обособляет на основе отличия метрического рисунка. Этот текст присутствует уже в первом издании «Tea-Table Miscellany» 1724 года: Аллан Рэмзи отмечает, что подверг его литературной обработке. Подобную историю, которая могла послужить основой для шотландских версий, содержит английский бродсайд второй половины XVII века из собрания Сэмюэля Пипса, однако её литературные достоинства, по мнению Чайлда, гораздо ниже.
На русский язык версию «The Gaberlunyie-Man» перевёл Асар Исаевич Эппель.

## Сюжет
Бродяга просится в дом на ночлег. Его устраивают у камина и обеспечивают многим из того, о чём он просит (например, вином). Постепенно он увлекает собой хозяйскую дочку. После утех девушка спрашивает его, не благородных ли тот кровей, он это отрицает. Она сожалеет о содеянном и отталкивает бродягу прочь. Далее выясняется, что нищий и в самом деле — переодетый лорд, но теперь он покидает девушку, оставив плату за издержки. В варианте «The Gaberlunyie-Man» эта концовка отсутствует, а девушка с бродягой на рассвете убегают из дома и строят радужные планы на вольную жизнь.
Некоторые источники безосновательно приписывали авторство баллады шотландскому королю Якову V. Байрон использовал строчки припева одного из вариантов её текста в своей поэме «So, we'll go no more a roving». Отмечено, что «The Gaberlunyie-Man» и во многом похожая «The Beggar-Laddie» (Child 280) являются единственными балладами из всего собрания Чайлда, обладающими ритмическим рисунком aaab, где все строчки b рифмуются между собой. Один из исследователей считает своего рода продолжением этой позднюю балладу «The Juggler» (Roud 7255).